# Uefa Youth League
Uefa Youth League är en årlig fotbollsturnering för de bästa klubblagen i Europa U-19 lag, arrangerad av Uefa. Det är de klubbar som är med i Uefa Champions Leagues U-19 lag som kan delta. De spelar samma slags gruppspel som seniorlagen. I slutspelet har vinnarna av gruppspelet fördel av hemmaplan i sextondelsfinalen och kvartsfinalen. Semifinalerna och finalen går på neutral plan.

## Finaler
| Säsong    | Vinnare                                                | Resultat                                               | Tvåa                                                   | Arena                                                  |                                          |
| --------- | ------------------------------------------------------ | ------------------------------------------------------ | ------------------------------------------------------ | ------------------------------------------------------ | ---------------------------------------- |
| 2013/2014 | Barcelona                                              | 3–0                                                    | Benfica                                                | Centre sportif de Colovray, Nyon                       |                                          |
| 2014/2015 | Chelsea                                                | 3–2                                                    | Sjachtar Donetsk                                       | Centre sportif de Colovray, Nyon                       |                                          |
| 2015/2016 | Chelsea                                                | 2–1                                                    | Paris Saint-Germain                                    | Centre sportif de Colovray, Nyon                       |                                          |
| 2016/2017 | Red Bull Salzburg                                      | 2–1                                                    | Benfica                                                | Centre sportif de Colovray, Nyon                       |                                          |
| 2017/2018 | Barcelona                                              | 3–0                                                    | Chelsea                                                | Centre sportif de Colovray, Nyon                       |                                          |
| 2018/2019 | Porto                                                  | 3–1                                                    | Chelsea                                                | Centre sportif de Colovray, Nyon                       |                                          |
| 2019/2020 | Inställd på grund av coronaviruspandemin               | Inställd på grund av coronaviruspandemin               | Inställd på grund av coronaviruspandemin               | Inställd på grund av coronaviruspandemin               | Inställd på grund av coronaviruspandemin |
| 2020/2021 | Planerad att spelas mellan november 2021 och juni 2022 | Planerad att spelas mellan november 2021 och juni 2022 | Planerad att spelas mellan november 2021 och juni 2022 | Planerad att spelas mellan november 2021 och juni 2022 |                                          |